# Beyond Recall (Salzburg)
Beyond Recall ist eine Kunstinstallation über den Brückenköpfen  der Staatsbrücke in der Altstadt von Salzburg. Das Kunstwerk wurde im Rahmen des „Kunstprojektes Salzburg“ 2011 von der österreichischen Kunstprofessorin und Lichtinstallations-Künstlerin Brigitte Kowanz geschaffen. Seit 2013 gehört das Werk zur Sammlung Würth.

## Das Kunstwerk
Das zwölfte und bislang letzte Werk für Kunstprojekt Salzburg ist eine Lichtinstallation die aus vier semitransparenten Spiegelkuben besteht, die auf den vier Brückenköpfen der Staatsbrücke in der Salzburger Altstadt installiert sind. In diesen Kuben leuchten Schriftzüge aus Neon auf: „Beyond Recall“, „Envision“, „Dedicated Secret“ sowie „Zum Gedenken an die Hunderten Kriegsgefangenen und Zwangsarbeiter, die von 1941 bis 1945 gegen ihren Willen und unter großen Opfern an der Errichtung dieser Brücke arbeiten mussten.“ Letzterer Text wurde der Gedenktafel am Brückenkopf entnommen.  Durch die gläsernen Kuben wird sowohl das Neonlicht im Inneren als auch das Licht von außen reflekt. Dadurche entsteht die Illusion, dass sich die Schriftzüge unendlich fortsetzen. „Diese Lichtzeichen zwischen den Spiegeln sind raumbildendes Element und Informationsträger gleichermaßen. Der Raum, der dabei entsteht, kennt keine Grenzen. Innen und außen verschränken sich ineinander. Eine unerwartete dynamische Bewegung entsteht, die sich zwischen Bildoberfläche und scheinbarer Tiefe des Bildraumes abspielt. Der Spiegel ist Trennung und Verbindungselement zugleich; zwei Räume werden erzeugt, getrennt und verbunden: ein fiktiver Raum und der reale Raum, der die gesamte Umgebung des Objektes sowie den Betrachter mit einbezieht. Zeit und Ort spiegeln sich ineinander. Eine Simultanität von Raum und Zeit, Schrift, Bild und Skulptur entsteht und wird sinnlich erlebbar.“ (Brigitte Kowanz: Salzburg Foundation)
Mit dem Projekt gestaltet sie bewusst eine geschichtsträchtige Schnittstelle, die nach der Definition der Künstlerin auch Überquerung, Schleuse, Schwellenraum, Bewegungsraum sein kann.

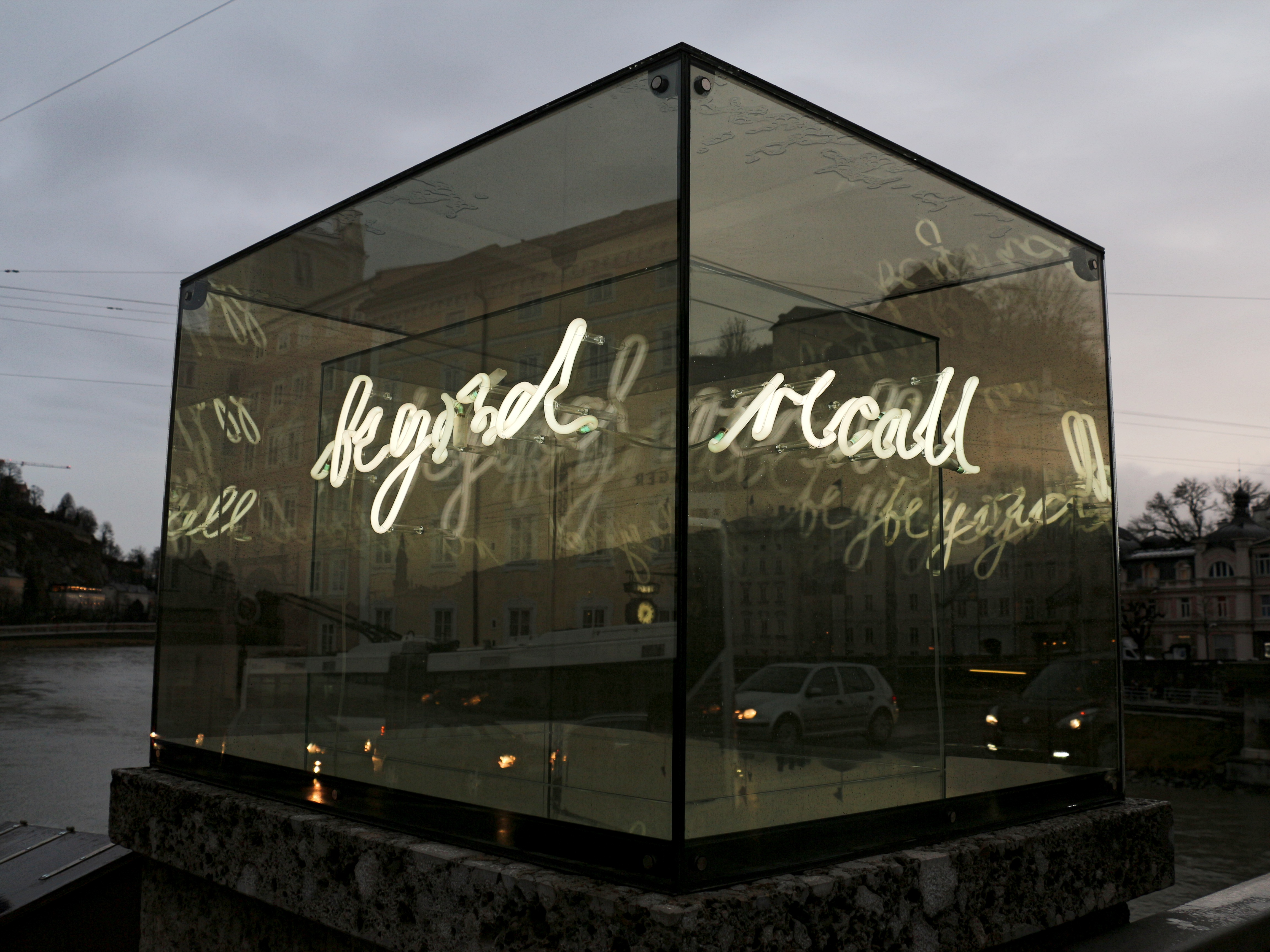
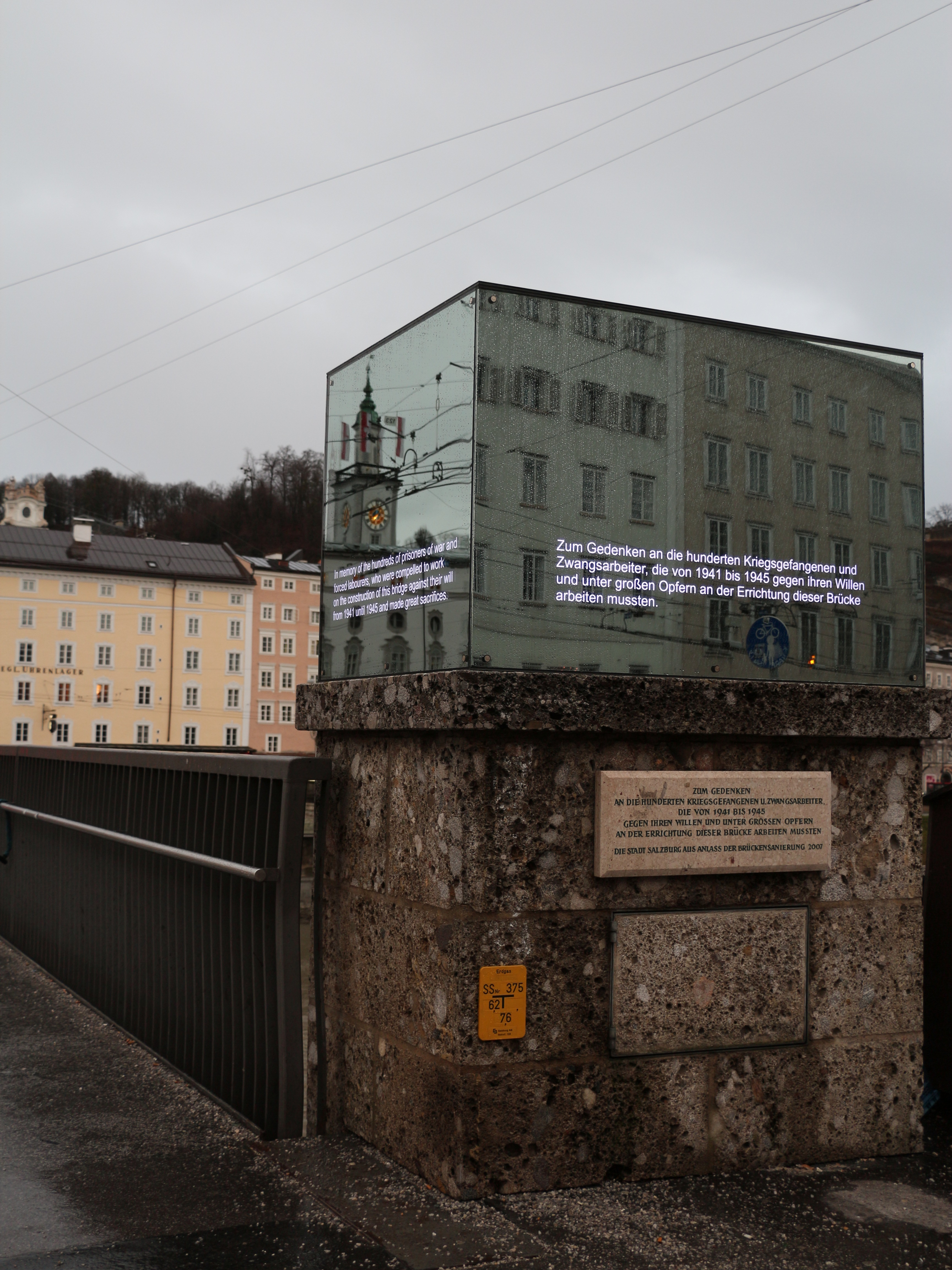
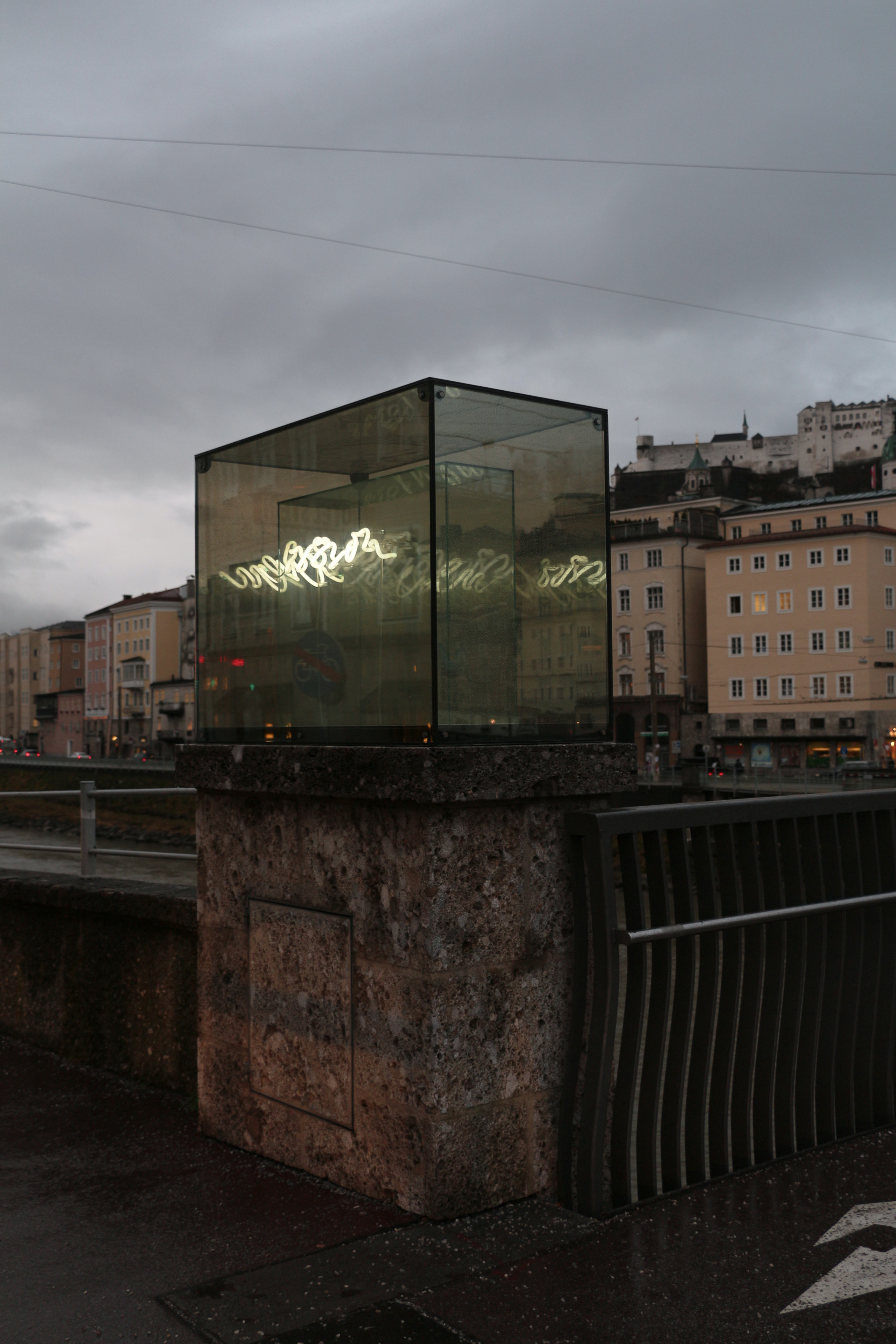
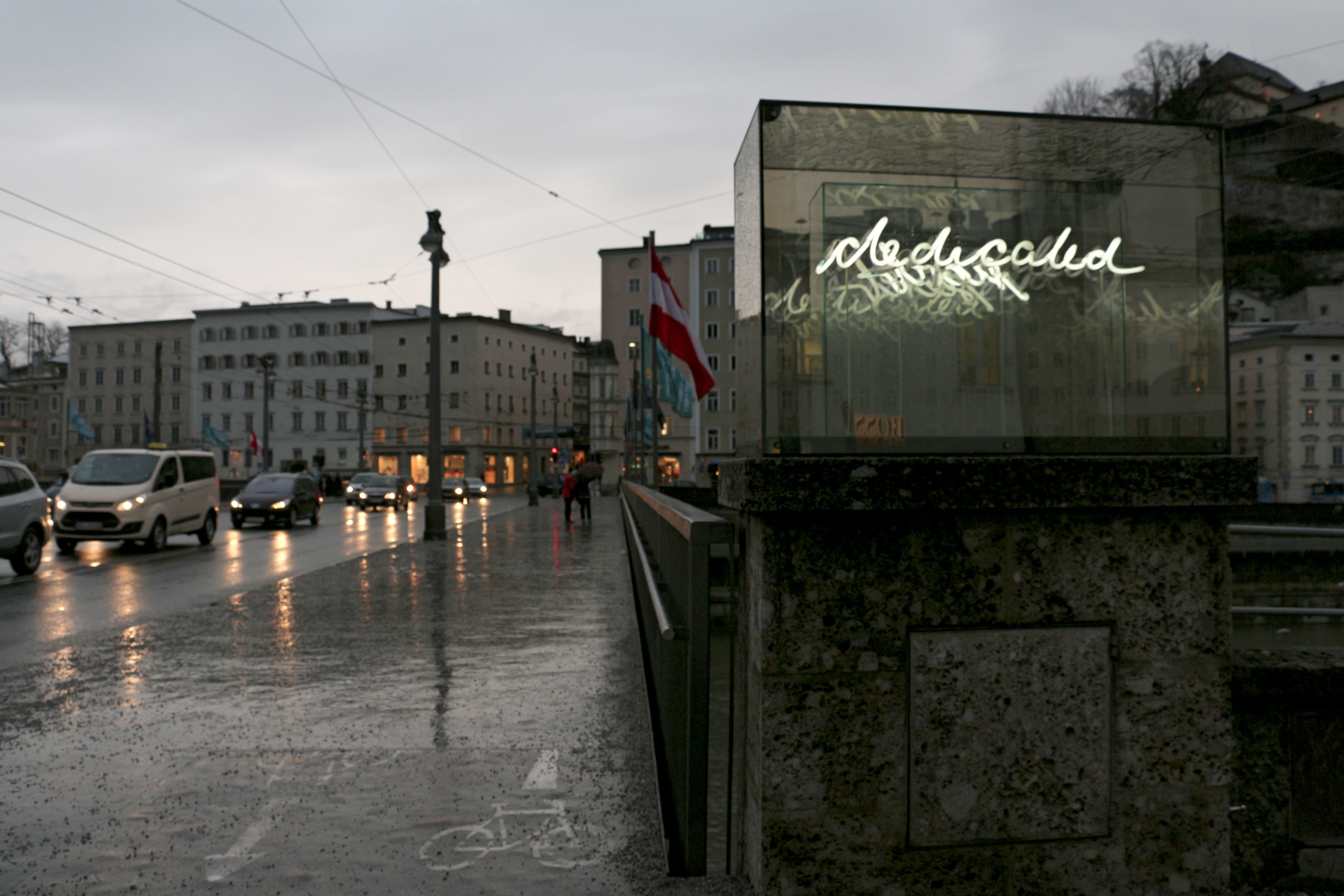

## Hintergrund
Dieses Kunstwerk ist auf eine Initiative der Salzburg Foundation zurückzuführen. Diese wurde 2001 als Privatinitiative gegründet und versteht sich als eine moderne Form des Mäzenatentums. Bei diesem Projekt, welches keine öffentlichen Subventionen erhält, geht es darum, internationale Künstler für die Stadt Salzburg zu begeistern und sie zu animieren, ein spezifisches Kunstwerk für einen Platz ihrer Wahl zu schaffen. Der Einladung folgten Künstler wie Manfred Wakolbinger, Anselm Kiefer, Mario Merz, Tony Cragg, Markus Lüpertz, James Turrell, Stephan Balkenhol, Christian Boltanski, Jaume Plensa, Marina Abramović, Erwin Wurm und Brigitte Kowanz.